# سيباستيان البيرتو توريكو
سيباستيان البيرتو توريكو (بالألمانية: Sebastian Albert)‏ (26 فبراير 1987 بلايبزيغ في ألمانيا - ) هو لاعب كرة قدم ألماني (وحمل سابقاً جنسية ألمانيا الشرقية) في مركز الوسط. شارك مع منتخب ألمانيا لكرة القدم تحت 18 سنة ومنتخب ألمانيا تحت 19 سنة لكرة القدم. أما مع النوادي، فقد لعب مع آر بي لايبزيغ وهانزا روستوك وZFC Meuselwitz ‏ وFC Grün-Weiß Piesteritz ‏.

## روابط خارجية
- سيباستيان البيرتو توريكو على موقع قاعدة بيانات كرة القدم.إي يو (الإنجليزية)
- سيباستيان البيرتو توريكو على موقع بيانات كرة القدم. دي إي (الألمانية)
- سيباستيان البيرتو توريكو على موقع عالم كرة القدم.نت (الإنجليزية)